# R-катер
R катери (нім. Räumboote) група малих морських суден які будували у якості тральщиків для Крігсмаріне до і після Другої світової війни. Їх використовували для різних цілей під час війни, а після війни в складі німецької адміністрації з розмінування вони займалися траленням мін.

## Використання
Загалом для Крігсмаріне було побудовано 424 човни до і після Другої світової війни. Німецькі ВМС використовували ці катери на всіх театрах воєнних дій в тому числі на Балтиці, Середземному та Чорному морях. Окрім використання у якості тральщиків, ці катери використовували у якості ескортів, патрульних катерів, постановників мін та рятування на воді.
Приблизно 140 R катерів залишилося після війни і були розподілені між союзниками. Деякі використовувала німецька адміністрація з розмінування (НАР) для очищення західної Європи від морських мін. Двадцять чотири катери були передані до повоєнних військово-морських сил Німеччини, Бундесмаріне, у 1956, де їх використовували до кінця 1960-х. Незвичайною особливістю цих суден було встановлення на чверть катерів гвинтів Фойта-Шнайдера для покращення маневреності.
Крім того у якості R-катерів використовували захоплені судна з Франції, Великої Британії, Нідерландів та Італії (R-boote Ausland) і мали префікси RA-, RH- та RD-. До того ж використовували 8 берегових моторних рибацьких човнів у якості допоміжних R-катерів які мали назви R111-R118 у 11-ій флотилії R-катерів.

## Класи R катерів
| Клас | Катери   | Водотоннажність | Довжина | Будівники                                                                       | Примітки                                                |
| ---- | -------- | --------------- | ------- | ------------------------------------------------------------------------------- | ------------------------------------------------------- |
| R1   | R1–R16   | 61 тонна        | 26 м    | Lürssen, Bremen-Vegesack Abeking & Rasmussen, Лемвердер Schlichting, Travemünde | Побудовано 1929–34                                      |
| R17  | R17–R24  | 115 тонн        | 37 м    | Schlichting, Travemünde, Abeking & Rasmussen                                    | Побудовано 1934–38                                      |
| R25  | R25–R40  | 110 тонн        | 35.4 м  | Abeking & Rasmussen Schlichting, Travemünde                                     | Побудовано 1938–39                                      |
| R41  | R41–R129 | 125 тонн        | 37.8 м  | Abeking & Rasmussen Schlichting, Travemünde                                     | Побудовано 1939–43                                      |
| R130 | R130–150 | 150 тонн        | 41.1 м  | Abeking & Rasmussen                                                             | Побудовано 1943–44                                      |
| R151 | R151–217 | 125 тонн        | 35.4 м  |                                                                                 | Побудовано 1940–43                                      |
| R218 | R218–300 | 140 тонн        | 39.2 м  |                                                                                 | Побудовано 1943–45, R291–300 незавершені до кінця війни |
| R301 | R301–312 | 160 тонн        | 41 м    |                                                                                 | Побудовано 1942–45, встановлено два 533 мм ТА           |
| R401 | R401–448 | 140 тонн        | 39.2 м  |                                                                                 | Спущені 1943–45 більшість не закінчені до кінця війни   |

## Підрозділи R катерів
У міжвоєнні роки та під час Другої світової війни було створено двадцять Räumboots-Flottille (німецькою «Флотилія Тральщиків»). Більшість підрозділів було розформовано наприкінці війни або після капітуляції Німеччини, декілька було включено до німецької адміністрації з розмінування (НАР). Також були сформовані додаткові флотилії які входили до складу НАР.

### Зноски
1. ↑  Lenton 1975, pp. 330—331.
2. ↑  Lenton 1975, p. 319.
3. ↑  Lenton 1975, p. 320.
4. ↑  Lenton 1975, p. 321.
5. ↑  Räumboots-Flottillen. Lexikon der Wehrmacht, Räumboots-Flottillen (German) . Andreas Altenburger (webmaster). Архів оригіналу за 2 травня 2018. Процитовано 4 травня 2014.